# الطحن (تمرين)

تمرين الطحن.

تمرين الطحن هو أحد أكثر تمارين البطن شهرة، ويحرك العضلة المستقيمة البطنية بالدرجة الأولى ويحرك عضلات الخصر.

## التنفيذ
الطحن يبدأ بالاستلقاء على الأرض والرأس مرفوع عن الأرض والركب مثنية، تبدأ الحركة بلف الأكتاف نحو الحوض، الأيدي يمكن أن تكون خلف أو جانب الرقبة أو متصالبة فوق الصدر، يمكن أن تحدث الإصابة عن طريق الضغط على الرأس أو الرقبة باليدين.

## البدائل
صعوبة تمرين الطحن من الممكن أن تتزايد بالاستلقاء على مقعد منحدر أو بحمل وزن تحت الذقن على الصدر أو خلف الرأس، يمكن إجراء تمارين الطحن على كرات التمرين. زيادة المسافة ستزيد أيضاً الحمل التدريبي على عضلات المعدة خلال الرفعة الواحدة .
تمرين العقص قد عُلّم من قبل بروفسور بيوميكانيك العمود الفقري د.ستورت «إم.س.جيل» الذي اعتبرها بديلاً أكثر أماناً للطحن، حيث يختلف عن تمرين المعدة التقليدي. د.«إم.س.جيل» قد أجرى بحث واسع عن آثار تمارين الطحن على الظهر، والتي قد تكون ضارة خصيصاً على أولئك الذين يعيدون تأهيل ظهورهم بعد إصابة.
مدونة الصحة في مجلة نيويورك تايمز العائدة إلى إم.س.جيل في عام 2009 ذكرت:
تمرين الطحن الموافق عليه يبدأ بالإستلقاء، ركبة واحدة منحنية والأيدي متوضعة تحت أسفل الظهر للدعم. (لا تقعر معدتك أو تضغط ظهرك على الأرض )، «إم.س.جيل» قالت .
ارفع رأسك وأكتافك بهدوء، اثبت لفترة قصيرة ثم استرخي للعودة للأسفل.
تمارين القوة كتمرين المعدة التقليدي والطحن لا تؤدي إلى تخفيض الدهون المتوضع في المعدة، الحصول على عضلات المعدة الستة يتطلب كلاً من تمارين تضخيم عضلات المعدة وتمارين حرق الدهون فوق عضلة المعدة، والتي لا يمكن تحقيقها إلا بحرق دهون الجسم بأكمله.

## الفوارق ما بين تمرين الطحن والمعدة التقليدي

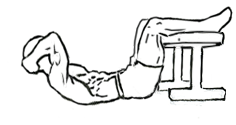
بتمرين الطحن، أسفل الظهر لايُرفع عن الأرض.

على عكس تمرين المعدة التقليدي، في تمرين الطحن الصحيح يبقى أسفل الظهر على الأرض، هذا قيل من قبل «الأدب العلمي» لعزل أي تدخل من عضلات الورك ولجعل تمرين الطحن تمرين منعزل وذو تأثير على المعدة.

## الاختلافات
- تمرين الطحن العكسي يتم حيث يكون أعلى الظهر على الأرض ويتم رفع الحوض بالمقابل.
- تمرين الطحن الملتف يتم أداؤه برفع كتف واحد بالتكرار الواحد، وتكون أكثر فعالية على الأضلاع .
- تمرين الطحن التايلاندي يتم أداؤه بالضرب على المعدة بعد الانقباض الكامل، هذا الاختلاف مستخدم من قبل لاعبي «المواي تاي» ليتكيف الجذع على تلقي الضربات سواء من اللكمات أو الركب.
- تمرين الطحن بالكبل يؤدى من وضع الركوع من خلال جذب الجسم لسحب كبل الجهاز . يتم الاحتفاظ بالورك بلا حراك.

## النقد
يشك بعض الخبراء في علم التمرين في ما إذا كان تمرين الطحن ضروريًا للتدريب الرياضي، ويقول آخرون أنه حتى عدد قليل من التكرارات (6 إلى 8) لكل مجموعة يكفي.

## روابط خارجية
- Preparation Guide for the US Marine Corps Physical Fitness Test
- To Crunch or Not to Crunch: An Evidence-Based Examination Strength & Conditioning Journal: August 2011، Volume 33، Issue 4، pp 8–18